# Bathippus papuanus
Bathippus papuanus là một loài nhện trong họ Salticidae.
Loài này thuộc chi Bathippus. Bathippus papuanus được Tord Tamerlan Teodor Thorell miêu tả năm 1881.